# Häggmispel
Häggmispel (Amelanchier spicata), även blåhägg, småblommig häggmispel eller vanlig häggmispel, är en växt i familjen rosväxter. Arten klassas enligt SLU som invasiv 

## Utbredning
Arten kommer ursprungligen från Nordamerika, där växer vilt i östra och norra USA samt östra Kanada.
I Sverige växer den främst som prydnadsväxt, men liksom sina släktingar svensk häggmispel (A. confusa) och sen häggmispel (A. alnifolia) förekommer den som förvildad i de södra och mellersta delarna av landet. Arten blommar i april–maj i Danmark och maj–juni i Sverige.

## Utseende och växtsätt

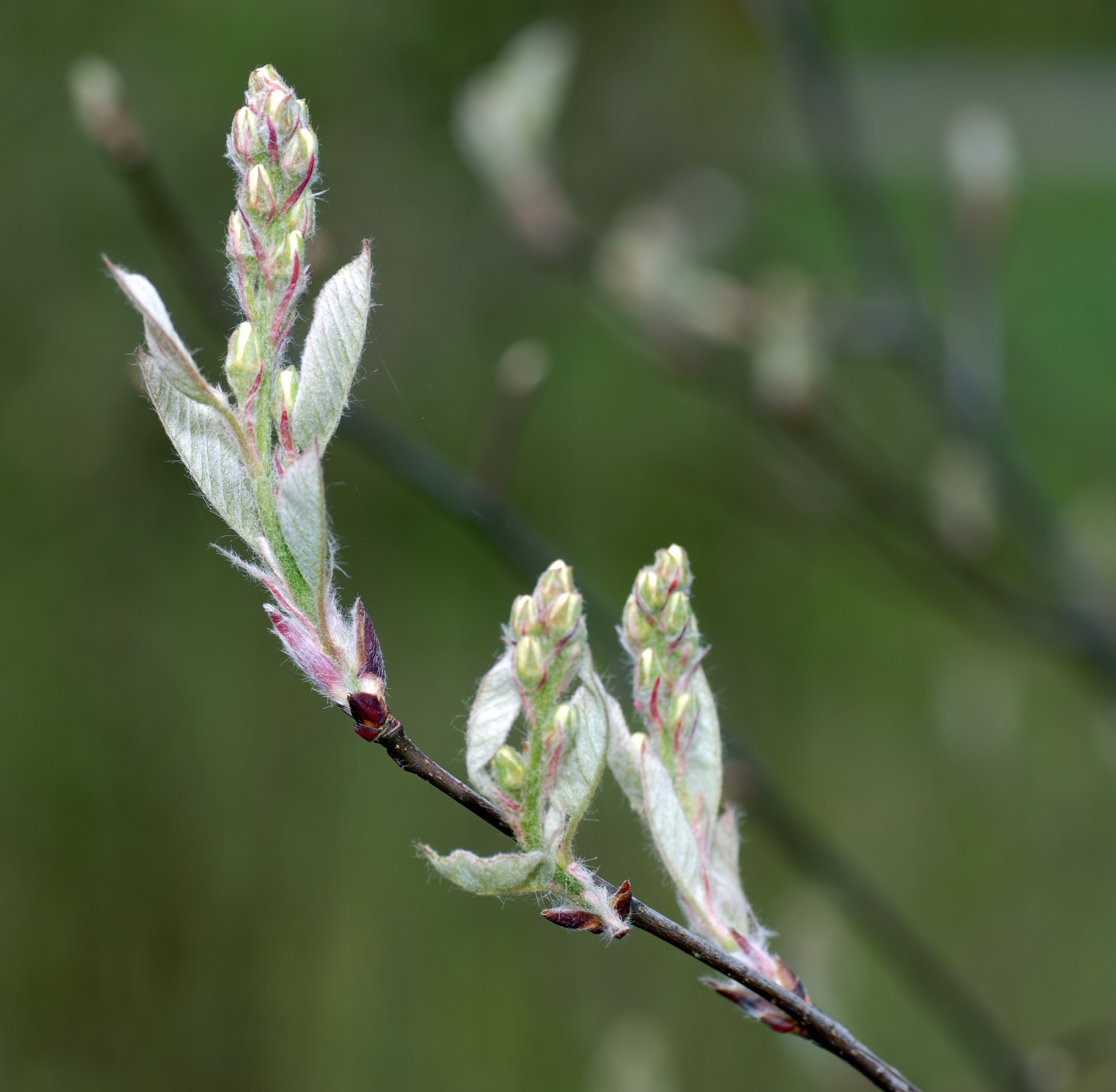
Unga skott av häggmispel.

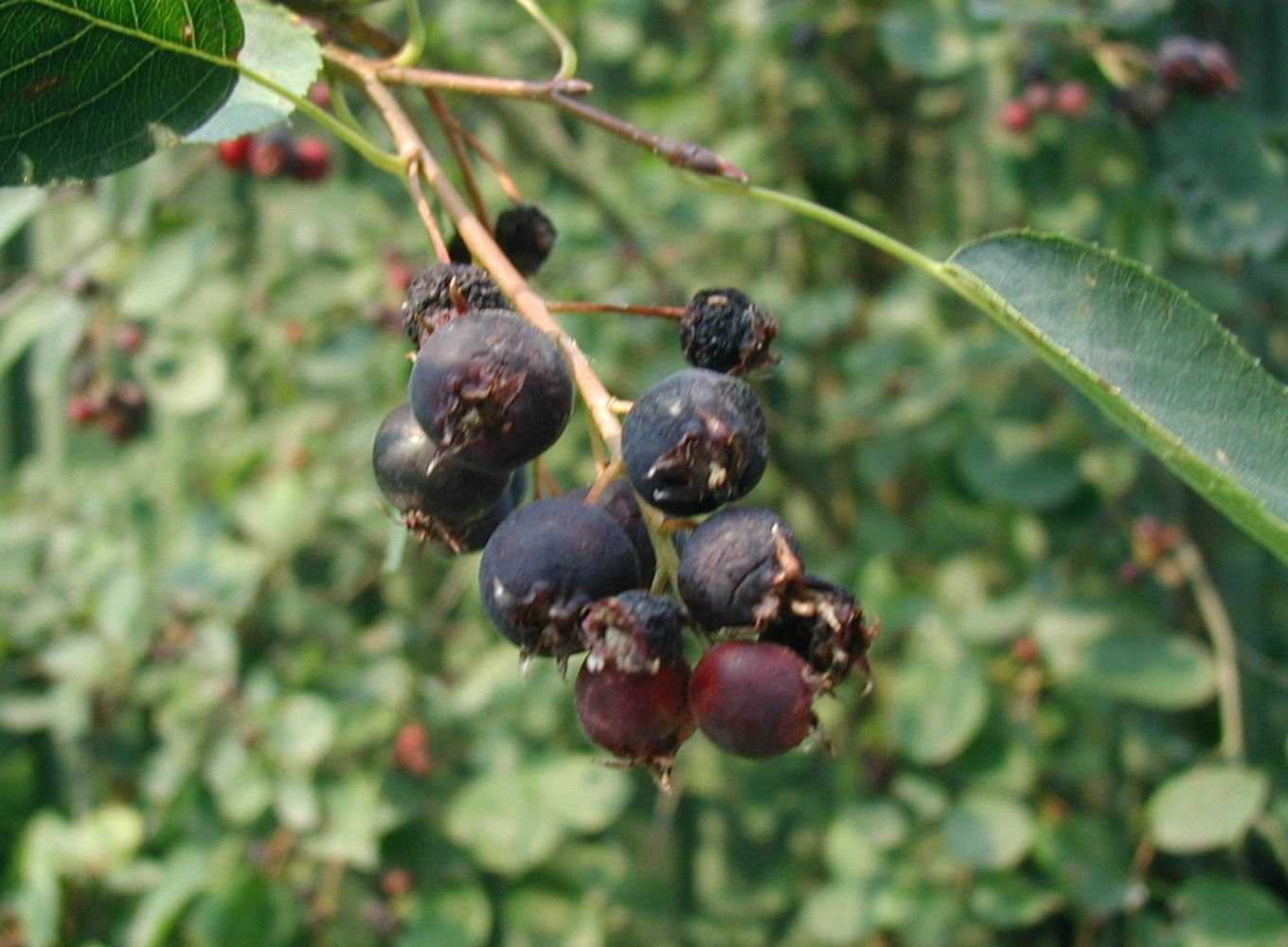
Häggmispelbär.

Häggmispel är en buske eller ett mindre träd, och blir upp till fem meter hög. Arten är ljuskrävande, men tål vind. Som förvildad hittas den ofta i skogsbryn, lövskogar, vägrenar och dungar i anslutning till gårdar. Dess vita blommor sitter i upprätta klasar och kronbladen är 6–10 mm långa, ungefär hälften så breda och omvänt äggrunda i formen. Bladen är strödda, elliptiska till äggrunda och 3–6 cm långa. Bladens kanter är sågade och unga skott är gult till grått ludna undertill. Frukten är rund, 8–10 mm bred och blå till svart i färgen. Fruktens foderblad är riktade snett uppåt och dess spets är täthårig. Till skillnad från flera andra arter i häggmispelsläktet, såsom svensk häggmispel, sen häggmispel och prakthäggmispel, är frukten inte att betrakta som smaklig.

## Skötsel

### Jord och läge
Dessa buskar trivs bäst på solig plats men går även i halvskugga. Höstfärgen på bladverket blir dock grannast i sol. De har inga större krav på jordmånen. Ett något kalkhaltigt eller normal trädgårdsjord är lämplig. 

## Etymologi
Spicata betyder med ax, av latin spica = ax.